# Biatlon na Zimskih olimpijskih igrah 1980
Biatlon na Zimskih olimpijskih igrah 1980.

## Moški

### 10 km šprint
| Poz | Biatlonec         | Čas      | ZS |
| --- | ----------------- | -------- | -- |
| 1   | Frank Ullrich     | 32:10,69 | 2  |
| 2   | Vladimir Aljkin   | 32:53,10 | 0  |
| 3   | Anatolij Aljabjev | 33:09,16 | 1  |

### 20 km posamično
| Poz | Biatlonec         | Čas teka   | ZS | Skupni čas |
| --- | ----------------- | ---------- | -- | ---------- |
| 1   | Anatolij Aljabjev | 1:08:16,31 | 0  | 1:08:16,31 |
| 2   | Frank Ullrich     | 1:05:27,29 | 3  | 1:08:27,79 |
| 3   | Eberhard Rösch    | 1:09:11,73 | 2  | 1:11:11,73 |

### 4 x 7,5 km štafeta
| Poz | Reprezentanca                                                                              | Čas        | ZS |
| --- | ------------------------------------------------------------------------------------------ | ---------- | -- |
| 1   | Sovjetska zveza (Vladimir Aljkin, Alexander Tihonov, Vladimir Barnačov, Anatolij Aljabjev) | 1:34:03,27 | 0  |
| 2   | Vzhodna Nemčija (Mathias Jung, Klaus Siebert, Frank Ullrich, Eberhard Rösch)               | 1:34:56,69 | 3  |
| 3   | Zahodna Nemčija (Franz Bernreiter, Hansi Estner, Peter Angerer, Gerhard Winkler)           | 1:37:30,26 | 2  |